# Google Glass
Google Glass je vrsta nosive tehnologije sa optičkim ekranom koji se nosi na glavi (optical head-mounted display) (OHMD). Razvio ga je Google sa misijom proizvodi za masovno tržište svakodnevnog računarstva
 Korisnici komuniciraju sa internetom preko glasovne komande. Google je počeo prodavati prototip Google Glass za kvalifikovane "Glass Explorers" korisnike u SAD-u 15. aprila 2013. godine, u ograničenom periodu za 1,500
$, pre nego što je postao dostupan javnosti 15. maja 2014. godine,
 po istoj ceni.
Dana 15. januara 2015. godine, Google je objavio da će zaustaviti proizvodnju Google Glass prototipa, ali je ostao posvećen razvoju proizvoda. Prema Google-u, Projekat Glass je bio spreman da napusti Google laboratorije, eksperimentalnu fazu projekta.

## Razvoj
Google Glass je razvijen od strane Google X, ustanove u ogviru Google -a posvećenoj tehnološkim dostignućima kao sto su automobili bez vozača.  Google Glass je manji i tanji nego bilo koji prethodni pokušaj dizajna prenosivih naočara.
Google Glass prototip liči na standardne naočare, sa sočivima zamenjenim monitorom Sredinom 2011. -te godine Google je konstruisao prototip težine 3 kg i 600 grama, što je bilo previše. Već 2013. godine su bile lakše od prosečnog para naočara za sunce.
Proizvod je javno objavljen u aprilu 2012. godine. Sergej Brin je nosio prototip Glass-a 5. aprila, 2012. na događaju fondacije "Fighting Blindness" u San Francisku. U maju 2012. Google je po prvi put demonstrirao kako Google Glass može da se koristi za snimanje video zapisa.
Google je obezbedio četiri tipa okvira za $ 225 i jedan besplatno uz kupovinu bilo kojeg novog Glass-a. Zatim je ubrzo ušao u partnerstvo sa italijanskom kompanijom Luxottica, vlasnicima Rej-Ban-a, Oakley, i drugim brendovima, kako bi mogao da ponudi dodatne ramove.
U aprilu 2013. godine, "Explorer Edition" je postao dostupan samo Google programerima u Sjedinjenim Američkim Državama za $ 1,500.
U januaru 2015. godine, Google Glass je završio beta period (program "Google Glass Ekplorer").

### Prodaja
Početkom 2013. godine, zainteresovani potencijalni korisnici Glass-a su pozvani da koriste Tviter poruku, sa haštagom #IfIHadGlass, kako bi se kvalifikovali kao rani korisnici proizvoda.
Kvalifikovani korisnici, pod nazivom " Glass istraživači ", kojih je bilo oko 8.000 pojedinaca, bili su obavešteni u martu 2013. godine, a kasnije su i pozvani da plate 1,500 dolara i
posete Google kancelarije u Los Anđelesu, Njujorku ili San Francisku, da pokupe svoj uređaj nakon odgovarajućeg treninga i obuke od strane Google Glass vodiča.
Dana 13. maja 2014. godine, Google je objavio napredak ka " više otvorenom beta", preko svoje Google Plus stranice.
U februaru 2015. godine, Njujork Tajms je izvestio da je Google Glass redizajniran od strane bivšeg predstavnika Apple-a Toni Fadella, i da neće biti pušten u prodaju sve dok ne bude smatrao da je uređaj "savršen".

## Karakteristike
Google Glass-om se može upravljati pomoću touchpad-a ugrađenog sa bočne strane uređaja. Njegova tri glavna dela su:
- Touchpad: Touchpad se nalazi sa strane Google Glass-a, omogućavajući korisnicima da kontrolišu uređaj jednostavnim prolaskom kroz interfejs koji izgleda kao vremenska linija i prikazan je na ekranu.[17] Prevlačenjem unazad prikazuju se aktuelni događaji, kao što je vremenska prognoza, a prevlačenje napred prikazuje prošle događaje, kao što su telefonski pozivi, fotografije, Google Plus apdejti, itd.
- Kamera: Google Glass ima mogućnost snimanja fotografije i 720p HD video snimaka.[18]
- Displej: Eksplorer verzija Google Glass-a koristi tečni kristal na silicijumu (LCoS) (na osnovu LCoS čip iz Himax), sekvencijalni sistem boja, LED osvetljeni displej.[19] LED osvetljenje displeja je prvo P-polarizovano i onda šalje zrake kroz razdvajač polarizovanog zraka do LCOS panela. Panel reflektuje svetlost i menja ga u S-polarizaciju u aktivnim poljima piksel senzora. Razdvajač zraka (PBS- polarizing beam splitter) onda odbija područja S-polarizovanih delova svetlosti pod uglom od 45° sve do kolimacijskog reflektora na drugom kraju. Konačno, razdvajač zraka (što je delimično reflektujuće stakleno ogledalo, a ne polarizirajući razdvajač zraka) odbija tu svetlost pri uglu od još 45°. Ta svetlost se odbija ka oku korisnika i prikazuje se slika.

## Softver

### Aplikacije
Google Glass aplikacije su besplatne aplikacije napravljene od strane ostalih programera. Glass takođe koristi mnoge postojeće Google aplikacije, kao što je Google Now, Google Maps, Google +, i Gmail.
Aplikacije trećih lica objavljene su na "South by Southwest" ( SKSSV ) uključuju Evernote, Skitch, Njujork Tajms, i Path.
Dana 23. marta, 2013. godine, Google je objavio Mirror API, omogućavajući programerima da počnu izradu aplikacija za Glass. U uslovima korišćenja usluge, navodi se da programeri ne smeju stavljati oglase u svoje aplikacije ili naplaćuju takse ; s tim da je jedan Google predstavnik rekao da bi se to moglo promeniti u budućnosti.
Mnogi programeri i kompanije su napravili aplikacije za Glass, uključujući i aplikacije za vesti, prepoznavanje lica, vežbanje, izmene fotografija, prevod, deljenje na društvene mreže kao što su Fejsbuk i Tviter.
Dana 16. maja 2013. godine, Google je objavio puštanje sedam novih aplikacija, uključujući i opomene iz Evernote, modne vesti iz Elle, i vesti upozorenja iz CNN-a. Nakon Google -ovog XE7 Glass Explorer Edition ažuriranja početkom jula 2013, pojavio se dokaz o " Glass Boutique ", prodavnici koja će omogućiti sinhronizaciju Glass-a i APK datoteka.
Verzija XE8 za Google Glass debitovala je 12. avgusta 2013. godine. Ona donosi integrisani video plejer sa kontrolama za reprodukciju, mogućnost postavljanja ažuriranja za Path, i omogućava korisnicima da sačuva beleške u Evernote. Nekoliko drugih poboljšanja uključuju kontrolu jačine zvuka, poboljšano prepoznavanje glasa i nekoliko novih Google Now karata.
Dana 19. novembra 2013. godine, Google je predstavio svoj "Development Kit" za Glass, predstavljajući prevodilačku aplikaciju Word Lens, aplikaciju za kuvanje AllTheCooks, kao i aplikaciju za vežbanje Strava, između ostalih uspešnih primera.
Dana 15. maja 2014. godine, Google je objavio tri nove aplikacije za vesti - TripIt, Foursquare i OpenTable - kako bi privukli putnike da kupe njihov proizvod.
Dana 25. juna 2014. godine, Google je najavio da će od sada obaveštenja iz Android Wear-a biti slata na Glass.
Evropski "University Press", objavio je prvu knjigu koja se čita sa Google Glass-om 8. oktobra 2014. godine, koju je predstavio na Sajmu knjiga u Frankfurtu. Knjiga se može čitati kao normalna knjiga na papiru ili - obogaćena multimedijalnim elementima - sa, Google Glass, Kindle na smartfonu, na iOS platformi i Android-u.

### MyGlass
Google nudi prateću Android i iOS aplikaciju pod nazivom MyGlass, koja omogućava korisniku da konfiguriše i upravlja uređajem.

### Aktivacija glasom
Osim touchpad-a, Google Glass može da se kontroliše pomoću " glasovne akcije ". Da biste aktivirali Glass, nosilac mora pomeriti glavu 30° prema gore ( što se može menjati po želji ) ili da dodirne touchpad, i kaže " OK, Glass. " Kada se aktivira Glass, nosilac može da izgovori neku radnju, kao što su " Slikaj ", " Snimanje video zapisa ", " Hangout sa [ lice ili Google + krug ] ", " Google" Koje godine je Vikipedija osnovana ? '", " Prikaži mi put do Ajfelovog tornja ", i" Pošalji poruku Jovanu " ( mnoge od ovih komandi se mogu videti u video snimku objavljenom u februaru 2013). Za rezultate pretrage koji su pročitani korisniku, odgovor glasom se prenosi pomoću koštane provodljivosti kroz pretvarač koji se nalazi pored uha, čime je prenos tog zvuka gotovo nečujan drugim ljudima.

## Tehničke specifikacije

### Za Explorer uredjaje za programera verzija 1
- Android 4.4
- 640×360 Himax HX7309 LCoS ekran
- kamera od 5-megapiksela, sposobna da snima video u 720p rezoluciji
- Wi-Fi 802.11b/g
- Blutut
- 16GB memorije (12 GB dostupno)
- Procesor: Texas Instruments OMAP 4430 SoC 1.2Ghz Dual(ARMv7)
- 1GB RAM memorije
- žiroskop, akcelerometar, magnetometar ( kompas )
- Očitavanje ambijentalnog osvetljenja i senzor blizine
- Pretvarač zvuka koštane provodljivosti

### Za Explorer uredjaje za programera verzija 2
- Android 4.4
- 640×360 Himax HX7309 LCoS ekran
- kamera od 5-megapiksela, sposobna da snima video u 720p rezoluciji
- Wi-Fi 802.11b/g
- Blutut
- 16GB memorije (12 GB dostupno uključujući OS)
- Procesor: Texas Instruments OMAP 4430 SoC 1.2Ghz Dual(ARMv7)
- 2GB RAM memorije
- žiroskop, akcelerometar, magnetometar ( kompas )
- Očitavanje ambijentalnog osvetljenja i senzor blizine
- Pretvarač zvuka koštane provodljivosti
- Okviri dostupni na https://glass.google.com Архивирано [Date missing] на сајту

## Uslovi korišćenja
Pod uslovima korišćenja za javno objavljivanje programa Google Glass, izričito se kaže, "Vi ne smete preprodati, pozajmiti, preneti, ili da svoj uređaj date bilo kojoj drugoj osobi. Ako preprodate, kredit, pozajmiti, ili date Vaš uređaj bilo kojoj drugoj osobi, bez odobrenja Google -a, Google zadržava pravo da deaktivira uređaj, a ni Vi ni neovlašćeno lice koje koristi uređaj neće imati pravo da refundaciju, podršku proizvoda, ili garanciju. " To pomaže da se zaštite korisnici od krađe uređaja.
Wired sajt je komentarisao ovu politiku kompanije koja i posle prodaje zadržava vlasništvo svojih proizvoda, govoreći: ". Dobrodošli u Novi svet, u kojem kompanije zadržavaju kontrolu nad svojim proizvodima čak i nakon što ih potrošač kupi". Drugi su istakli da Glass uopšte nije za javnu prodaju, nego za privatno testiranje za odabrane programere, i da zabrana programerima da prodaju javnosti uređaj u zatvorenoj beta verziji, nije isto što i zabrana potrošačima da preprodaju javno objavljen uređaj.

## Spoljašnje veze
- Zvanična web stranica
- Google Glass na Google+
- Lista aplikacija za Google Glass